# Frank Berlepp
Frank Berlepp (* 22. Februar 1959) ist ein ehemaliger deutscher Fußballspieler.

## Karriere
Frank Berlepp wechselte 1980 von Eintracht Braunschweig zu Darmstadt 98. Berlepp blieb bis 1985 in Darmstadt und war stets die Nummer 2 im Tor. Mit seinen Mannschaftskollegen schaffte er in der Saison 1980/81 den Gewinn der Meisterschaft in der Südstaffel und somit den Aufstieg in die Bundesliga. Es folgte der Abstieg nach einer Saison.
Berlepp studierte Architektur an der Hochschule Darmstadt. Nach Tätigkeiten bei Groß & Partner, der Calliston GmbH sowie der Philipp Holzmann AG war er Vorstand bei der Dietz AG. 2009 wurde er Vorsitzender der Geschäftsführung der LBBW Immobilien Development GmbH, seit 2014 gehört er der Geschäftsführung der LBBW Immobilien-Gruppe der Landesbank Baden-Württemberg an.